# Farida Anna Wiley
Farida Anna Wiley (* 23. Mai 1887 in Sidney, Ohio; † 15. November 1986 in Melbourne, Florida), in Publikationen auch Farida A. Wiley, war eine US-amerikanische Naturforscherin, Lehrerin und Sachbuchautorin.

## Leben
Wiley wuchs auf einer Pferdefarm in Sidney, Ohio, auf und war bereits als Kind von der Vogelbeobachtung fasziniert. Im Alter von zwölf Jahren sandte sie regelmäßig Aufzeichnungen über Nistvögel aus der Umgebung an den United States Biological Survey. Nach dem Tod ihres Vaters im Jahr 1919 kam sie nach Long Island, New York, und lebte bei ihrer älteren Schwester Bessie und deren Ehemann George Clyde Fisher, der Kurator am American Museum of Natural History war und 1933 das Hayden Planetarium gründete. Durch Fisher erhielt Wiley auch eine Anstellung am New Yorker Naturkundemuseum, wo sie blinden Schülern Teilzeitunterricht in Botanik gab. Von 1923 bis 1955 war sie zunächst Assistentin im Lichtbildarchiv und anschließend Mitarbeiterin, Lehrerin sowie stellvertretende Vorsitzende im Büro für Öffentlichkeitsarbeit. 1938 begann sie mit ihren Vogelexkursionen und naturkundlichen Wanderungen für Museumsbesucher und Vogelbeobachter im Central Park, die sie bis zu ihrem 94. Lebensjahr im Jahr 1981 fortsetzte und weit über die Grenzen New Yorks hinaus bekannt machten. Darüber hinaus unterrichtete Wiley am Pennsylvania State College, dem Audubon Camp in Maine und einer Niederlassung der New York University auf Long Island.
Wiley veröffentlichte sechs Bücher, darunter Ferns of the Camp Wigwam Region (1928), The Ferns of the Northeastern United States (1936), John Burroughs’ America: Selections from the Writings of the Naturalist (1951), The Story of the Landscape (1952, mit Henry K. Svenson), Ernest Thompson Seton’s America: Selections from the Writings of the Artist-Naturalist (1954) und Theodore Roosevelt’s America Selections from the Writings of the Oyster Bay Naturalist (1955, mit Illustrationen von Ugo Mochi), zu dem Ethel Roosevelt Derby, die jüngste Tochter Roosevelts, das Vorwort schrieb.
1973 erhielt Wiley die Silbermedaille des American Museum of Natural History für ihren hervorragenden Einsatz als Lehrerin und Naturforscherin.